# Thomas Christopher Collins
Thomas Christopher Collins (nascut el 16 de gener de 1947) és un cardenal canadenc de l'Església Catòlica. És el desè i actual Arquebisbe de Toronto, havent servir prèviament com a bisbe de Saint Paul a Alberta (1997-1999) i arquebisbe d'Edmonton (1999-2006). El 6 de gener de 2012 el Papa Benet XVI el creà cardenal al consistori del 18 de febrer de 2012.

## Biografia
Collins va néixer a Guelph, Ontario, fill d'un director de circulació d'of The Guelph Mercury i secretari legal. Té dues germanes més grans. De nen va fer d'escolà a la parròquia de Nostra Senyora. Estudià a l'Institut Bishop Macdonell, on va ser inspirat pels seus professors d'anglés cap al presbiterat.
Aconseguí el Batxiller d'Arts en Anglès a la Universitat de Sant Jeroni de Waterlo el 1969, sent ordenat diaca el 14 de maig de 1972. El 1973 rebé el Mestre d'Arts en anglès per la Universitat d'Ontario Occidental i el Batxiller en teologia pel seminari de Sant Pere d'Ontario.
Collins va ser ordenat prevere per la diòcesi de Hamilton pel bisbe Paul Reding el 5 de maig de 1973. Serví com a vicari a la parròquia del Sant Rosari a i a la catedral de Crist Rei, així com exercí de professor i de capella a l'Institut Catedralici. Seguí els seus estudis al Pontifici Institut Bíblic de Roma, on va obtenir una llicenciatura en Sagrada Escriptura el 1978.
En tornar a Ontario el 1978, Collins serví com a lector en anglès al King's College i d'Escriptura al Seminari de Sant Pere, d'on després seria nomenat director espiritual el 1981 i professor associat d'Escriptura el 1985. Tornà a Roma el 1986, on completà el doctorat en teologia sagrada a la Pontifícia Universitat Gregoriana. La seva dissertació tractà sobre "l'Apocalipsi 22, 6-21 com a Punt d'origen de l'ensenyament moral i exhortació a l'Apocalipsi. "
Després de ser nomenat editor associat de "Discover the Bible" el 1989, Collins tornà al Seminari de Sant Pere com a Degà de Teologia i vice-rector el 1992, fent finalment de rector entre 1995 i 1997.

### Bisbe
El 25 de març de 1997, Collins va ser nomenat bisbe coadjutor de la diòcesi de Saint Paul a Alberta pel Papa Joan Pau II. Rebé la seva consagració episcopal el 14 de maig següent del bisbe Anthony Tonnos, amb els bisbes Raymond Roy i John Sherlock com a consagradors a la catedral de Crist Rei de Hamilton. Trià com a lema episcopal "Deum Adora".
Collins succeí el bisbe Roy com a cinquè bisbe de Saint Paul a Alberta en retirar-se el 30 de juny de 1997. Esdevingué membre de la Comissió Nacional de Teologia Arxivat 2009-06-24 a Wayback Machine. a la Conferència Episcopal Catòlica Canadenca aquell mateix any. Va ser promogut a arquebisbe coadjutor de l'arxidiòcesi d'Edmonton el 18 de febrer de 1999, succeint a l'arquebisbe Joseph MacNeil el 7 de juny següent. A la Conferència Episcopal, serví com a President de la Comissió Nacional de Teologia (1999-2001), membre del Consell Permanent (1999-2003) i President de la Comissió Nacional per la Unitat dels Cristians Arxivat 2009-06-24 a Wayback Machine. (2001-2003). També va ser membre del comitè organitzador de la Jornada Mundial de la Joventut 2002, celebrada a Toronto. Entre 1999 i 2007 va ser President de la Conferència d'Alberta de Bisbes Catòlics. A més de les seves tasques com a ordinari d'Edmonton, va fer d'administrador apostòlic entre el 16 de març i el 8 de setembre de 2001.
Després de servir a Edmonton durant gairebé 8 anys, Collins va ser nomenat desè Arquebisbe de Toronto pel Papa Benet XVI el 16 de desembre de 2006. Succeí a Aloysius Ambrozic, i va instal·lar-se oficialment a la catedral de Sant Miquel el 30 de febrer de 2007. Està molt involucrat en el moviments pro-vida. L'arquebisbe Collins és membre del Consell Pontifici per les Comunicacions Socials des del seu nomenament pel Papa Benet XVI el 5 de gener de 2010.  Arxivat 2011-07-06 a Wayback Machine.  
L'arquebisbe Collins va ser el visitador apostòlic a l'arquebisbat de Cashel (Irlanda) després de la publicació dels informes Ryan i Murphy el 2009. Va formar part d'un equip format per Cormac Murphy-O'Connor, cardenal arquebisbe emèrit de Westmisnter, qui investigà l'arquebisbat d'Armagh; Sean O'Malley de Boston, qui investigà l'arquebisbat de Dublín; i l'arquebisbe d'Ottawa Terrence Prendergast, qui investigà l'arquebisbat de Tuam; mentre que l'arquebisbe de Nova York Timothy Dolan era el visitador apostòlic dels seminaris irlandesos.
El 18 de febrer de 2012 va ser creat Cardenal prevere de San Patrizio per Benet XVI. El 2013 participà en el conclave que escollí el Papa Francesc, i mantindrà el dret de votació en qualsevol potencial conclave fins a complir els 80 anys, el 2027. A més de les seves altres tasques a la Cúria, el cardenal Collins va ser nomenat membre de la Congregació per a l'Educació Catòlica; i el 15 de gener de 2014 el Papa Francesc el nomenà membre de la comissió cardenalícia de vigilància de l'I.O.R.

## Honors
- Gran Prior pel Canadà-Toronto de l'orde del Sant Sepulcre de Jerusalem